# Желёзистые квакши
Желёзистые квакши (лат. Ptychohyla ) — род бесхвостых земноводных из семейства квакш. В ареал представителей рода входят южные мексиканские штаты Чьяпас, Герреро и Оахака, а также Центральная Америка и западная Панама. От других групп мексиканских квакш отличаются бледно-розовыми зрачками и наличием брачных мозолей у самцов.

## Классификация
На январь 2023 года в род включают 6 видов:
- Ptychohyla dendrophasma (Campbell, Smith & Acevedo, 2000)
- Ptychohyla euthysanota (Kellogg, 1928) — Ржавая квакша
- Ptychohyla hypomykter McCranie & Wilson, 1993
- Ptychohyla leonhardschultzei (Ahl, 1934) — Желёзистая квакша
- Ptychohyla macrotympanum (Tanner, 1957)
- Ptychohyla zophodes Campbell & Duellman, 2000